# Nguyễn Mạnh Duy Linh
Nguyễn Mạnh Duy Linh (sinh năm 1980) là nhà soạn nhạc người Việt Nam, ông từng giành Âm nhạc xuất sắc tại Giải Cánh diều 2013 .

## Cuộc đời
Nguyễn Mạnh Duy Linh sinh năm 1980, bắt đầu học piano chuyên nghiệp hệ Trung cấp 11 năm tại Nhạc viện Thành phố Hồ Chí Minh từ năm 1988 đến 2005 ông tiếp tục theo học cao học sáng tác nhạc tại Nhạc viện Quốc gia Magnitogorsk vào năm 2015. Năm 2007, với tac phẩm "Concerto cho violon và dàn nhạc" ông đã giành giải Nhạc sĩ Xuất sắc tại Liên hoan Âm nhạc Quốc tế lần thứ 4 tổ chức tại Chelyabinsk, Nga. Vào tháng 9 năm 2011, tác phẩm “Concerto Grosso cho violin, piano, percussion và dàn nhạc dây” của ông được Dàn nhạc Giao hưởng Quốc gia Việt Nam biểu diễn. Tháng 10 năm 2011, ông được mời tham dự Liên hoan Âm nhạc Đương đại Quốc tế tổ chức tại Bandung, Indonesia.
Trong suốt thời gian học tập tại Nga, Duy Linh thường xuyên được biểu diễn tại các thành phố của Nga. Tháng 2 năm 2006, anh được mời giam gia Liên hoan Các Nhạc sĩ trẻ toàn Nga tại Moscow với tác phẩm “Thoáng qua” viết cho tứ tấu dây.
Ông đã từng tham dự khóa đào tạo về Điện ảnh, Lưu trữ, và âm nhạc (FAMLAB) tại London do Hội đồng Anh tổ chức vào tháng hai năm 2016  Ông hiện là Trưởng phòng Tổ chức biểu diễn của Nhà hát Giao hưởng Nhạc Vũ kịch Thành phố Hồ Chí Minh và làm giảng viên khoa Sáng tác-Chỉ huy-Âm nhạc học tại Nhạc viện Thành phố Hồ Chí Minh.

## Sáng tác

### Nhạc giao hưởng - cổ điển
- Concerto grosso (cho violin, piano, bộ gõ và dàn dây)
- Ouverture "Khao khát thầm lặng" (2016),
- "Làn gió nhẹ bay" (2016),
- Tổ khúc giao hưởng "Hồi tưởng" (2017)
- Giao hưởng số 1 "Huyền thoại mùa Xuân" (2018).[8]
- "6 Preludes"

### Nhạc kịch (biên tập, chỉ đạo)
- Ký ức ngày hôm qua[9]
- Kẹp hạt dẻ
- Những ô cửa sổ
- Chuyển
- Đối thoại
- Nước
- Những mảnh ghép của giấc mơ
- Chạm tay vào quá khứ

### Phim truyện (soạn nhạc)
- Đường đua
- Đảo của dân ngụ cư[10]

## Giải thưởng
| Năm  | Giải thưởng         | Hạng mục      | Đề cử            | Tác phẩm  | Chú thích |
| ---- | ------------------- | ------------- | ---------------- | --------- | --------- |
| 2014 | Giải Cánh diều 2013 | Phim điện ảnh | Âm nhạc xuất sắc | Đường đua | [ 4 ]     |